# 怀乡起义指挥部旧址
怀乡起义指挥部旧址，位于中国广东省茂名市信宜市怀乡镇怀乡小学内，为信宜市文物保护单位，类型为近现代重要史迹及代表性建筑，公布时间为1998年2月12日。
怀乡起义指挥部旧址的历史年代为民国。